# Ксена: принцеса-воїн
«Ксена: принцеса-воїн» (англ. Xena: Warrior Princess) — американсько-новозеландський фентезійний телесеріал.
Серіал створений сценаристом, режисером і продюсером Робертом Тапертом спільно з Renaissance Pictures, Р. Дж. Стюартом і Семом Реймі. Сюжет оповідає про войовничу принцесу Ксену (у виконанні Люсі Лоулес), яка мандрує в пошуках спокути минулих гріхів проти невинних, використовуючи величезні бойові навички для допомоги тим, хто не в змозі захистити себе. Ксену супроводжує Габріель (у виконанні Рене О'Коннор), яка з розвитком подій змінюється з простої дівчини з ферми у воїтельку-амазонку і подругу Ксени по зброї; її первісна наївність допомагає балансувати Ксені між крайнощами і допомагає їй творити добро.
Шоу є спін-офом телесеріалу Геркулес: Легендарні подорожі; майбутня сага почалася з трьох епізодів у телесеріалі про Геракла, де Ксена була циклічною персонажкою. Спочатку планувалося, що її третя поява стане останньою. Проте усвідомлюючи, що Ксена стала дуже успішною серед публіки, продюсери вирішили створити спін-оф, заснований на її пригодах. Проект став успішним, вийшов в ефір у більш ніж 108 країнах по всьому світу з 1998 року. Успіх Ксени спричинив появу сотень інших продуктів, у тому числі коміксів, книг, відеоігор і конвенцій, реалізованих щорічно з 1998 року в Пасадені та Лондоні.
Серіал отримав значно вищі рейтинги і популярність, ніж його попередник. Шоу скасували у 2001 році після тривалого трирічного падіння рейтингів. Серіал пізніше отримав статус культового, велику увагу фандому, пародії та нагороди, які вже вплинули на інші телесеріали.

## Персонажі

### Головні
- Ксена (Люсі Лоулес)
- Габріелла (Рене О'Коннор)

### Другорядні
- Геркулес (Кевін Сорбо)
- Джоксер (Тед Реймі)
- Арес (Кевін Сміт)
- Салмоне (Роберт Требор)

## Виробництво

### Тематика
Ксена: принцеса-воїн — це телесеріал у жанрі історичного фентезі, сюжет якого розгортається, перш за все, у Стародавній Греції. Проте він є досить гнучким у часі й місці та запозичує стародавні міфологічні елементи Єгипту, Індії, Китаю, Центральної Азії, середньовічної Європи. Гнучка структура фентезійного телешоу вміщує значний діапазон театральних стилів — від високої мелодрами до комедійного фарсу, маючи ознаки мюзиклу, тотального бойовика і пригод. У той час, коли серіал, як правило, розвивається в давнину, його теми, по суті, сучасні, сюжет змістовно досліджує принцип брати на себе відповідальність за минулі гріхи, цінність людського життя, особисту свободу і жертовність, дружбу (особливо жіночу) та кохання. Телесеріал часто зачіпає етичні дилеми, наприклад, мораль пацифізму. Проте власне сюжетна лінія рідко прагне морально привести глядачів до однозначних рішень.
Ксена: принцеса-воїн вільно запозичує назви і теми з різних міфологій по всьому світу, здебільшого, грецької, анахронічно адаптуючи їх відповідно до вимог сюжетної лінії. Історичні особистості та події з цілого ряду абсолютно різних історичних епох і міфів роблять численні виступи, а головним героям часто приписують вирішення важливих ситуацій. Зокрема, вони включають в себе зустрічі з Гомером, перш ніж той став відомим, якого Габріель закликає розповісти про свої прагнення; падіння Трої; захоплення Цезаря піратами на чолі з Ксеною тощо.
Конкурентні релігії розглядаються як сумісні і співіснують в генотеїстичному світі, що дозволяє грецькому пантеону жити пліч-о-пліч з норвезькими богами, індійськими божествами, «богом кохання» та іншими. Кожен бог (або певна кількість богів) контролює частину світу, і в серіалі виживає тільки тоді, коли люди вірять у нього. У четвертому-п'ятому сезонах грецький народ поступово переносить свою віру від грецьких богів у бога кохання протягом 25 років, влада язичницьких богів згасає, і вони майже всі винищені в переломній битві.
Химерна суміш термінів і об'єднання історичних і міфологічних елементів призвели до перетворення телесеріалу на культовий протягом 1990-х і початку 2000-х років. Ксена: принцеса-воїн є одним із перших телесеріалів, який отримав популярність завдяки інтернетизації показів, що дозволило фанатам з усього світу обговорювати і пропонувати ідеї та речі, пов'язані зі серіалом. Фандом цього серіалу активний і сьогодні[джерело?].

### Кастинг
Головні ролі в телесеріалі Ксена: принцеса-воїн виконали Люсі Лоулес (Ксена) і Рене О'Коннор (Габріелла). Першою претенденткою на роль Ксени була британська акторка Ванесса Енджел, але хвороба завадила їй подорожувати, і роль було запропоновано чотирьом іншим акторкам, перш ніж її отримала відносно невідома тоді Лоулес. Санні Доенч (Sunny Doench) обрали на роль Габріели, але вона не хотіла залишити свого бойфренда у Сполучених Штатах, тому О'Коннор, яка з'являлася раніше в телесеріалі Геркулес: Легендарні подорожі в іншій ролі, отримала її.
Серіал пропонує аудиторії широкий асортимент повторюваних персонажів, багато кого з них зображують акторки та актори Нової Зеландії. Тед Реймі став одним з основних акторів фентезійної команди з другого сезону в ролі Джоксера. Актор Кевін Тодд Сміт грав раніше популярного Ареса, бога війни, і Олександра Тайдінгс зіграла Афродіту, богиню кохання. До інших значних ролей відносяться: Купідон, Цезар та інші у виконанні Карла Урбана, Каллісто у виконанні Хадсон Лейк, зла шаманка Алті у виконанні Клер Стенсфілд, а також ряд надійних друзів: Дженніфер Скай в ролі заклятої приятельки — амазонки Амаріс, Даніель Кормак в ролі амазонки-регента Ефіні, Брюс Кемпбелл у ролі короля злодіїв Автоліка, Роберт Требор у ролі хитромудрого підприємця Салмонея, Вільям Грегорі Лі в ролі воїна-поета Вергілія, а також Тім Омандсон у ролі духовного цілителя Ілая.

## Показ в Україні
В Україні прем'єрний показ серіалу відбувся 3 січня 1998 року на каналі 1+1. Остання серія четвертого сезону була показана 13 листопада 1999 року. Шостий сезон почався 4 вересня 2004 року, а перша серія п'ятого — 3 жовтня 2005 року, під час повторного показу усього серіалу.[джерело?]

## Українське закадрове озвучення

### Студія«1+1»
Ролі озвучували: Володимир Нечепоренко, Олександр Ігнатуша, Олександр Завальський, Ольга Радчук та Наталя Ярошенко

### Телекомпанія«Новий канал»
Ролі озвучували: Олег Лепенець, Олесь Гімбаржевський, Михайло Жонін, Лідія Муращенко та Ольга Радчук

### Студія«Так Треба Продакшн»
Ролі озвучували: Анатолій Пашнін, Дмитро Терещук, Валентина Сова та Наталя Поліщук